# Seiboldsdorf (Traunstein)
Seiboldsdorf ist ein Dorf und ein Stadtteil von Traunstein.

## Geographie
Seiboldsdorf steht etwa 2,3 km südsüdwestlich der Stadtmitte im Tal der in Richtung Norden fließenden Traun, zu der das Gelände in Richtung Osten abfällt. Es liegt größtenteils zur Linken des etwas oberhalb des Ortes an einem Flusswehr linksseits von dieser abgeweigten Haslacher Mühlbachs.

## Geschichte
Der Stadtrat von Traunstein beschloss am 27. Januar 2022 aufgrund der positiven Bevölkerungsentwicklung und der damit einhergehenden Nachfrage nach Einfamilien- und Mehrfamilienhäusern die Entstehung eines neuen Wohngebietes in Seiboldsdorf. Der zugehörige Bebauungsplan gilt für eine Fläche von ca. 3,62 Hektar.

## Einwohner
Die Einwohnerzahlen entwickelten sich wie folgt:
- 1871: 039
- 1925: 059
- 1950: 107
- 1970: 100
- 1987: 131

## Verkehr
Am östlichen Ortsrand verläuft die Bahnstrecke Traunstein–Ruhpolding, an der der Haltepunkt Seiboldsdorf bedient wird. Unmittelbar westlich von Seiboldsdorf verläuft die Staatsstraße 2105, an der die Bushaltestelle Abzw Seiboldsdorf besteht.